# Luīze Šepte
Luīze Šepte (ur. 8 października 1999 w Windawie) – łotewska koszykarka, występująca na pozycjach rzucającej lub niskiej skrzydłowej, reprezentantka kraju, od 2021 zawodniczka Uniwersytetu Stradiņša Ryga.

## Osiągnięcia
Stan na 14 maja 2024, na podstawie, o ile nie zaznaczono inaczej.

### Drużynowe
- Wicemistrzyni Łotwy (2022–2024)[4]
- 3. miejsce w Betsafe Baltic Basketball League (WBBL – 2021, 2023)[5]

### Indywidualne
(* – nagrody przyznane przez portal eurobasket.com
- Zaliczona do*:
  - I składu ligi łotewskiej (2024)[4]
  - II składu WBBL (2024)[6]
  - III składu WBBL (2023)[5]
- Liderka w blokach WBBL (2023 – 2,1)[5]

### Reprezentacja
Seniorska
- Uczestniczka:
  - mistrzostw Europy (2019 – 11. miejsce)
  - kwalifikacji do Eurobasketu (2021)

Młodzieżowe
- Uczestniczka mistrzostw:
  - świata:
    - U–19 (2017 – 10. miejsce)
    - U–17 (2016 – 10. miejsce)

  - Europy:
    - U–20 (2018 – 11. miejsce, 2019 – 10. miejsce)
    - U–18 (2016 – 4. miejsce, 2017 – 13. miejsce)
    - U–16 (2014 – 5. miejsce, 2015 – 5. miejsce)